# Exercise and Sport Sciences Reviews
Exercise and Sport Sciences Reviews, abgekürzt Exerc. Sport Sci. Rev., ist eine wissenschaftliche Fachzeitschrift, die vom Lippincott Williams & Wilkins-Verlag veröffentlicht wird. Derzeit erscheint die Zeitschrift mit vier Ausgaben im Jahr. Es werden Übersichtsarbeiten aus dem Bereich der Sportwissenschaften veröffentlicht.
Der Impact Factor lag im Jahr 2014 bei 4,259. Nach der Statistik des ISI Web of Knowledge wird das Journal mit diesem Impact Factor in der Kategorie Physiologie an elfter Stelle von 83 Zeitschriften und in der Kategorie Sportwissenschaften an vierter Stelle von 81 Zeitschriften geführt.